# Aleksandr Możajski
Aleksandr Fiodorowicz Możajski (ur. 9 marca?/21 marca 1825 w Ruotsinsalm, zm. 20 marca?/1 kwietnia 1890, pochowany w Petersburgu) – rosyjski kontradmirał, pionier lotnictwa. Próby samolotu jego konstrukcji przeprowadzono 20 lipca?/1 sierpnia 1882 roku. W jego pałacu w Woronowicy na Podolu nabytym od Grocholskich mieści się muzeum lotnictwa.

## Życiorys
Możajski zajmował się aerodynamiką, wykorzystując środki własne i fundusze z Ministerstwa Wojny. Około 1880 roku zbudował zestaw latawców, przy pomocy których wzniósł się w powietrze. Nieco później zaprojektował samolot napędzany silnikiem parowym,  który opatentował. Otrzymawszy grant rządowy, zbudował taką maszynę, która w 1884 roku wystartowała z pochylni i wykonała „skok” na odległość ok. 30 m. Mimo wielu zaawansowanych elementów, jak np. pełny zestaw stateczników i sterów aerodynamicznych, samolot Możajskiego nie był zdolny do pełnego, kierowanego lotu, ze względu na niewłaściwy, płaski profil skrzydła, który nie zapewniał wystarczającej siły nośnej.